# Villaesteva (Láncara)
Villaesteva (llamada oficialmente Santa María de Vilaesteva de Herdeiros) es una parroquia y una aldea española del municipio de Láncara, en la provincia de Lugo, Galicia.

## Otras denominaciones
La parroquia también es conocida por los nombres de Santa María de Vilaesteva  y Santa Mariña de Vilaesteva.

## Organización territorial
La parroquia está formada por dos entidades de población:

### Entidades de población
Entidades de población que forman parte de la parroquia:
- Vilaesteva

### Despoblado
Despoblado que forma parte de la parroquia:
- Dradas

## Demografía

### Parroquia
| Gráfica de evolución demográfica de Villaesteva (parroquia) entre 2000 y 2020 |
|                                                                               |
| Datos según el nomenclátor publicado por el INE.                              |

### Aldea
| Gráfica de evolución demográfica de Vilaesteva (aldea) entre 2000 y 2020 |
|                                                                          |
| Datos según el nomenclátor publicado por el INE.                         |